# استان رشیدیه
استان رشیدیه (به فرانسوی: Province d'Errachidia) یک استان در مراکش است که در درعه تافیلالت واقع شده‌است. استان رشیدیه ۶۰٬۰۰۰ کیلومتر مربع مساحت و ۵۵۶٬۶۱۲ نفر جمعیت دارد.